# Dupontia levis
Dupontia levis е вид коремоного от семейство Euconulidae. Видът е световно застрашен, със статут Уязвим.

## Разпространение
Разпространен е в Мавриций.